# ذي قار
ذو قار (وهي الأصل بالرفع إن كانت في موضع رفع) أو ذي قار (وهكذا اشتهرت) هو مكان قرب الكوفة بينها وبين واسط يطفح بالمياه المتدفقة ولذلك كان ملجأ حصيناً لبني بكر أثناء فصل الجفاف.
وقد اشتهر هذا المكان بسبب يوم ذي قار الذي هزمت به العرب العجم، حيث وقع فيهِ القتال بين العرب والفرس وانتصر فيهِ العرب.